# Менара Кудус

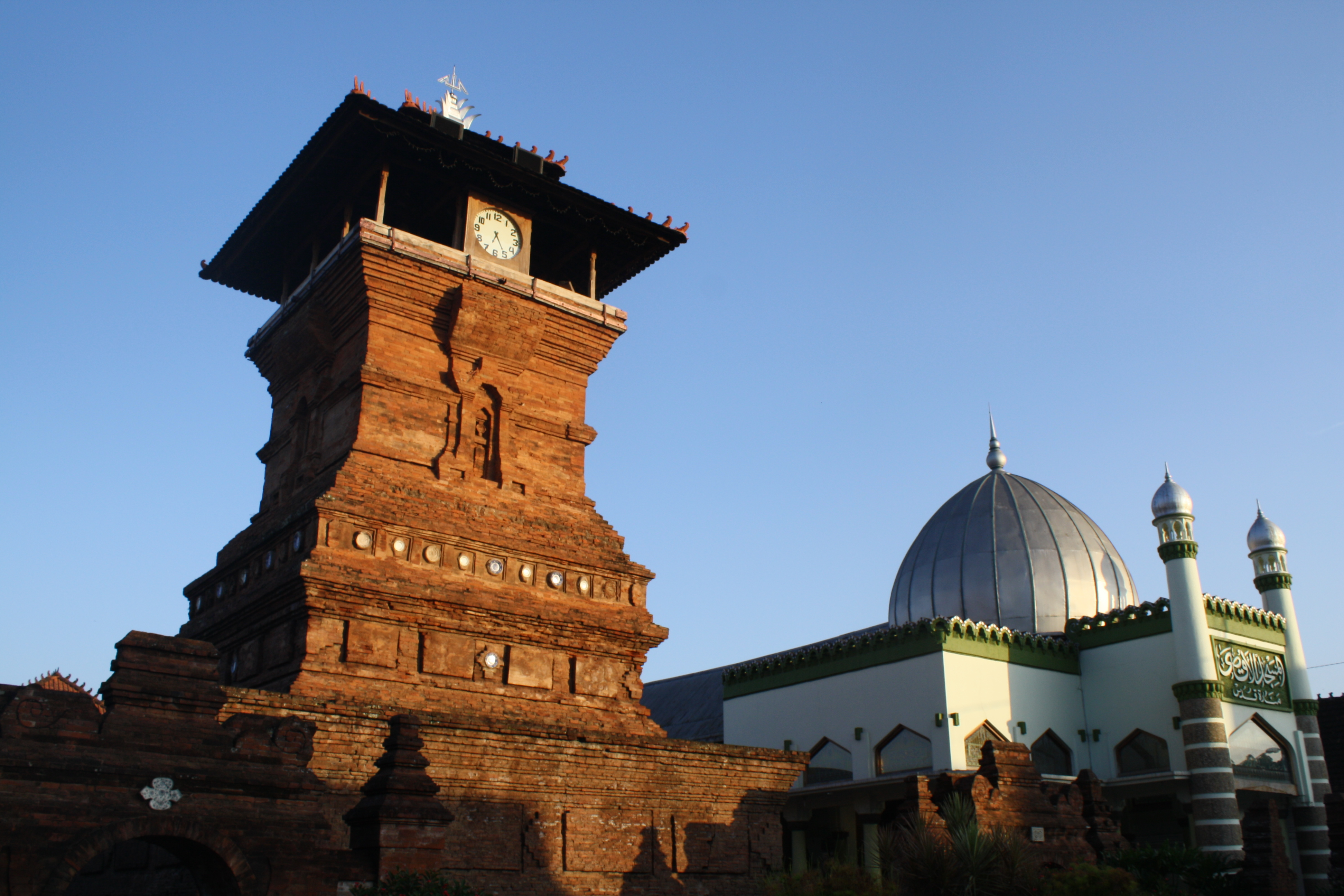
Уникальный минарет индуистско-буддийского стиля мечети Кудус на фоне здания в стиле моголов

Мена́ра Куду́с (индон. Menara Kudus, буквально — «Кудусская башня»), полное официальное название Масджид Аль-Акса манарат Кудус (индон. Masjid Al Aqsa Manarat Qudus, араб. مسجد منارة قدوس‎) — мечеть, расположенная в городе  Кудус, находящемся в индонезийской провинции Центральная Ява. Датируемая 1549 годом, это одна из старейших мечетей в Индонезии, построенная во времена распространения ислама на Яве. Мечеть хранит гробницу Сунана Кудуса, одного из девяти исламских святых Явы (Вали Санга), и является популярным местом паломничества. 

## Архитектура
В сооружении сохранились доисламские архитектурные формы, такие как старые яванские разделенные ворота, древняя красная кирпичная кладка в стиле Маджапахит с признаками индуистско-буддистского влияния и трехскатная пирамидальная крыша. Наиболее необычной особенностью является кирпичный минарет, на котором в павильоне укрывается большой кожаный барабан (бедуг), который используется для призыва верующих на молитву вместо более распространенного зова муэдзина. В то время как бедуг обычно висит под карнизом веранды мечети, в мечети Кудус он находится в башне, как в балийских индуистских храмах куль-куль или сигнальный барабан, используемый для предупреждения о надвигающейся атаке, пожаре или общественном событии. Известно, что ни одна другая мечеть на Яве не имела такой барабанной башни. 
Перед минаретом и вокруг комплекса находятся стены и ворота в стиле старого чанди бентар (расщеплённые ворота) и кори агунг (главные ворота). Внутри находятся два входа — меньшие, внутренние ворота с рельефными панелями по обеим сторонам, аналогичные найденным в Мантингане, и внешние ворота, напоминающие ворота Баджанг Рату 14-го века в Троулане . Другие доисламские черты включают 8 кал — носиков для воды в районе омовения и фарфоровые пластины, установленной в стенах, характерные для династии Мин. 
Доисламские элементы предполагают, что комплекс включает в себя уже существовавшие индуистско-яванские сооружения. Мечеть несколько раз перестраивалась, убирая свидетельства того, как выглядела первоначальная структура. Ворота, стены и минарет в стиле маджапахит, которые сегодня кажутся такими неуместными, возможно, гармонично вписывались в первоначальную структуру (которая, вероятно, имела крышу в стиле башни Меру, поддерживаемую большими колоннами, как в Сиребоне и Демаке).  Остроконечная крыша представляет собой реконструкцию 1920-х годов с заменой деревянной черепицы терракотовой, а между ярусами крыши установлены стеклянные окна. Крыша увенчана элементом мастака, похожим на корону. Надпись на михрабе гласит, что мечеть была основана Джафаром Шодиком в 956 г. хиджры (1549 г. н.э.). Считается, что мечеть посещал Сунан Кудус, один из девяти исламских святых Явы (Вали Санга), который похоронен в искусно вырезанном мавзолее позади мечети. Комплекс включает в себя мечеть в стиле империи Моголов с серебристым луковичным куполом и бетонными колоннами.

## Галерея

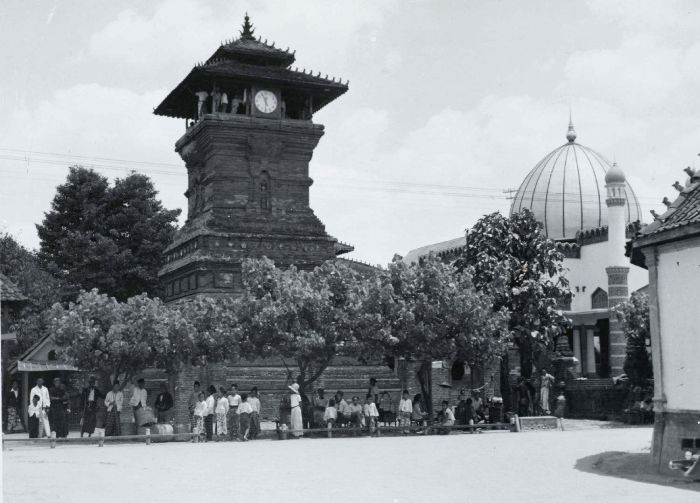
Башня и главное здание с куполом
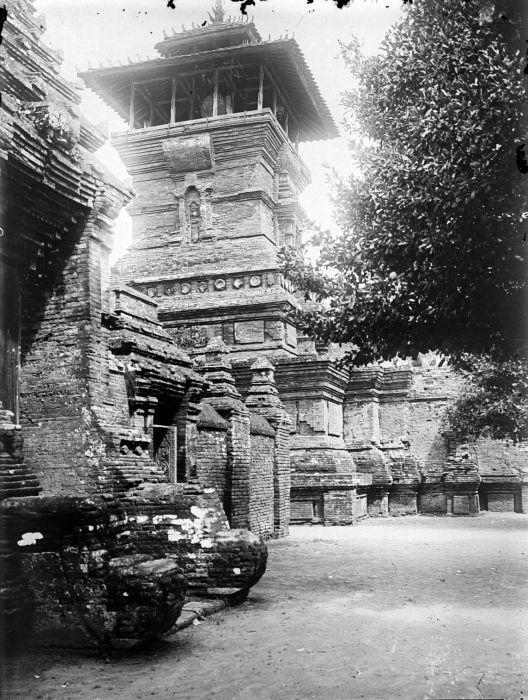
Барабан «bedug» в павилионе на вершине минарета
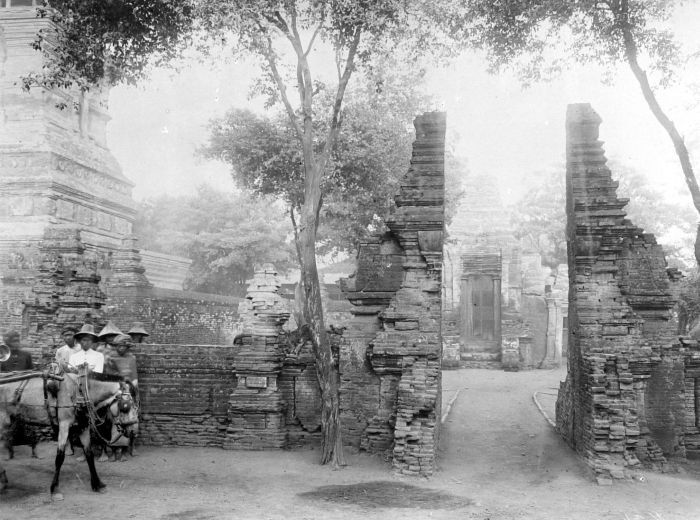
Расщеплённые ворота в стиле Маджапахит
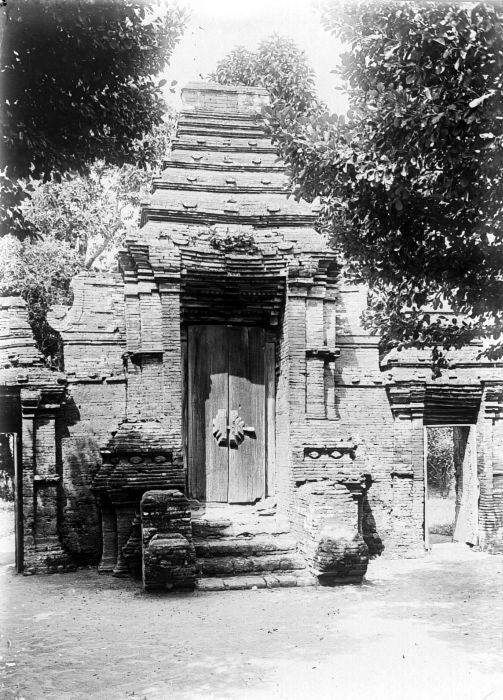
Ворота мечети («Pintu gerbang»)
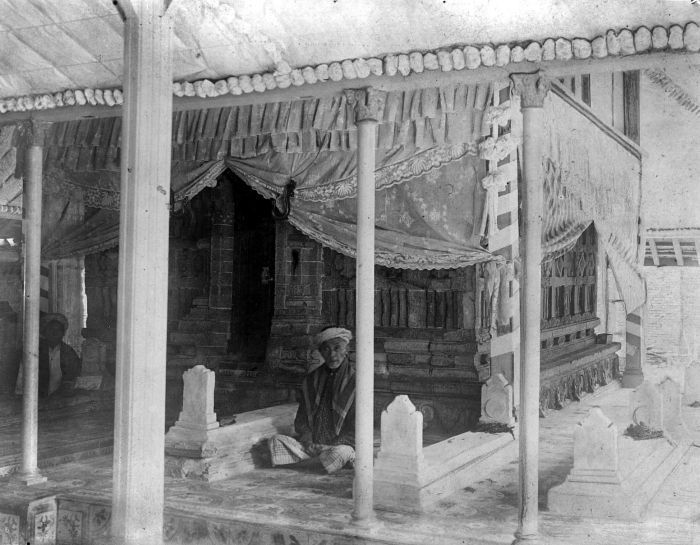
Кладбище («Makam»)

## Внешние ссылки
- 25 изображений на archnet.org